# هپاتیت ب
هپاتیت ب (به انگلیسی: Hepatitis B) نوعی بیماری عفونی ویروسی در انسان است که ویروس هپاتیت بی (HBV یا اچ‌بی‌وی)، عامل آن است. بیشترین آسیب این بیماری متوجه کبد بیمار است. ویروس این بیماری می‌تواند سبب هر دو حالت حاد یا مزمن آن شود. ویروس هپاتیت ب یکی از جدی‌ترین انواع هپاتیت را سبب می‌شود. در بسیاری از بیماران در ابتدای آلودگی و عفونت اولیه اثری از نشانه‌های بیماری دیده نمی‌شود. در برخی شروع و توسعهٔ سریع بیماری با استفراغ، زردی پوست، خستگی، ادرار تیره و درد شکم همراه است.
. این نشانه‌ها اغلب یکی دو هفته ادامه می‌یابند و به ندرت پیش می‌آید که این عفونت اولیه سبب مرگ بیمار شود.
آغاز بروز علائم بیماری ممکن است ۳۰ تا ۱۸۰ روز به طول انجامد. در میان کسانی که در هنگام تولد خود این آلودگی را تجربه می‌کنند حدود ۹۰ درصد هپاتیت B آن‌ها مزمن است در حالی که کمتر از ۱۰ درصد از بیمارانی که پس از پنج سالگی آلوده شوند هپاتیت B آن‌ها مزمن خواهد بود. بیشتر کسانی که این بیماری را به صورت مزمن دارند هیچ نشانه‌ای از آن بیماری نشان نمی‌دهند؛ با این حال در نهایت این آلودگی می‌تواند به ابتلای به بیماری‌های سیروز و سرطان کبد (Hepatocellular carcinoma) کمک کند و آن را پیچیده‌تر سازد. در اثر این پیچیدگی آمار مرگ در پی آن بیماری‌ها ۱۵ تا ۲۵ درصد بیشتر از دیگران است.
انتقال این ویروس با قرار گرفتن در معرض خون یا مایعات بیولوژیکی آلودهٔ بدن فرد آلوده صورت می‌گیرد. در مناطقی که این بیماری شایع و بوم‌زاد است، این انتقال در زمان تولد یا از راه تماس با خون افراد دیگر در دوران کودکی شایع‌ترین راه انتقال هپاتیت B است. در مناطقی که این بیماری نادر است، متداول‌ترین شیوهٔ انتشار این عفونت از مسیر استفادهٔ کاربران تزریق درون‌وریدی مواد مخدر، و مقاربت جنسی است.

## ویروس هپاتیت ب
این ویروس عامل مولد هپاتیت ب است و جزء ویروس‌های کبدی دارای DNA طبقه‌بندی می‌شود. HBV از خانواده Hepadenaviridae می‌باشد. بافت هدف این بیماری و میزبان آن محدود و فقط در کبد، گاهی پانکراس و کلیه انسان و میمون را نیز آلوده می‌کند. این ویروس کوچک، دارای پوشش، دارای DNA دو رشته و حلقوی که قسمتی از آن تک رشته‌ای است ودارای آنزیم ریورز ترانس کرپیتاز (RTase) است که این آنزیم چسبیده به ژنوم ویروس است و دارای فعالیت ریبونوکلئاز است.
این ویروس دارای ۳ نوع آنتی‌ژن مهم به نام‌های آنتی‌ژن سطحی، آنتی‌ژن مرکزی و یک آنتی‌ژن دیگر است. آنتی‌ژن سطحی که آنتی‌ژن استرالیا نامیده می‌شود (به‌علت اینکه اولین بار در سرم یک فرد بومی استرالیا که در ظاهر سالم شناسایی شد). از نظر شکل ظاهری دارای دو فرم است: ۱- شکل کروی که فراوانترین نوع این خانواده است. ۲- شکل لوله‌ای یا رشته‌ای. این آنتی‌ژن در PH کمتر از ۴ به مدت ۶ ساعت پایدار می‌ماند؛ ولی در این PHعفونت زایی هپاتیت B از بین می‌رود. این ویروس به علت داشتن غشا در برابر اتر مقاوم است، PH پایین، حرارت متوسط، یخ زدن و اشعه ماورا بنفش پایدار می‌ماند. DNA ویروس تمایل زیادی برای ادغام شدن با DNA سلول میزبان دارد. نسخه برداری ویروس توسط عوامل نسخه بردار سلول میزبان کنترل می‌شود.
پوشش ویروس هپاتیت B شامل سه پلی پپتید به صورت همپوشان است که پروتئین‌های اصلی Small (S)، Middle (M) و Large (L) را به وجود می‌آورد و به ترتیب توسط سکانس‌های ژنی S, Pre-S1 و Pre-S2 کدگذاری می‌شوند. پلی پپتید s دارای وزن مولکولی ۲۴ کیلو دالتون و۲۲۶ اسیدآمینه، توسط ناحیهٔ S ژن سطحی ویروس کدگذاری می‌شود و به نام پروتئین اصلی (Major)خوانده می‌شود؛ که شامل دترمینانت‌های ساب تایپیک متداول، (a) و (d/y , w/r) می‌باشد. بر اساس متغیرهای سرولوژیکی بیوشیمیایی و ژنتیکی مشاهده شده در HBsAg جداشده از سویه‌های مختلف HBV، این ویروس به ژنوتایپ‌ها و سروتایپ‌های مختلفی طبقه‌بندی شده است.
این ویروس دارای چندین ساب تایپ اصلی به نام‌های ayr, ayw, adr, adw است؛ که شاخص آنتی ژنیکی a در همگی مشترک بوده و از نظر اپیدمیولوژی در جهت تعیین شیوع عفونت اهمیت ویژه‌ای دارد. همچنین دو شاخص آنتی ژنیکی دیگر مثل “r” یا “w” و “y” یا “d” را نیز شامل می‌گردند. در افرادی که به عفونت HBV آلوده شده‌اند پاسخ ایمنی علیه شاخص a ایجاد می‌شود. . آنتی‌بادی ایجاد شده علیه شاخص a در مقابل همه ساب تایپ‌های متداول HBV ایمنی می‌دهد.
علاوه بر چهار ساب تایپ اصلی ساب تایپ‌های غیرمعمول HBV نظیر aywr, adwr, adyr, adywr نیز گزارش شده‌اند. ساب تایپ ayw بیشتر در نواحی مدیترانه، خاورمیانه، هند شایع است. ساب تایپ adw در شمال غربی اروپا و آمریکا مشاهده شده است. وساب تایپ‌های دارای شاخص r اکثراً در خاور دور دیده شده است. سروتایپ‌های HBV در تشخیص و بررسی‌های اپیدمیولوژیک حائز اهمیت است.

## علایم
علایم و نشانه‌های هپاتیت ب معمولاً ۳ ماه بعد از آلوده شدن به ویروس HBV ظاهر می‌شوند و می‌توانند طیف گسترده‌ای از علایم را شامل شود، علایم عفونت هپاتیت ب می‌تواند شامل:
1. درد شکم
2. ادرار تیره[۶]
3. تب
4. درد مفاصل و ماهیچه‌ها
5. حالت تهوع و استفراغ
6. زرد شدن پوست و صلبیه چشم ها[۶]
7. خستگی و ضعف

## نحوه انتقال
دلیل ابتلا به بیماری هپاتیت ب، ویروس این بیماری بنام HBV یا ویروس هپاتیت ب است.
دلایل معمول انتقال هپاتیت ب به بدن افراد شامل:
1. تماس جنسی، درصورتی‌که شما رابطه جنسی محافظت نشده با فرد مبتلا به این بیماری داشته باشید که خون، بزاق، منی یا ترشحات واژنی‌اش وارد بدن شما شود، ممکن است شما مبتلا شوید.
2. استفاده از سوزن مشترک، ویروس هپاتیت ب به راحتی از طریق سوزن و سرنگ آلوده به خون فرد مبتلا منتقل می‌شود. این راه شامل تیغ اصلاح و لوازم دندانپزشکی غیر استریل نیز می‌شود.
3. انتقال از مادر به فرزند، زنان باردار مبتلا به این بیماری می‌توانند ویروس را به بدن فرزند خود منتقل نمایند.
4. انتقال از راه تزریق خون وفراورده‌های خونی بیمار مبتلا به فرد سالم. امروزه چون قبل از انتقال خون، سالم بودن خون اهداشده از نظر ویروس هپاتیت بررسی می‌شود احتمال ابتلا از این طریق بسیار کاهش یافته است ولی درگذشته بیماران به‌خصوص بیماران هموفیل که نیاز به تزریق خون مکرر داشتند اغلب از این راه مبتلا به هپاتیت می‌شدند.
5. احتمال انتقال این بیماری از طریق استنشاق سرم افرادی که خیلی آلوده هستند وجود دارد.
6. انتقال از طریق زالوی مصرف شده آلوده.

## بیماریزایی

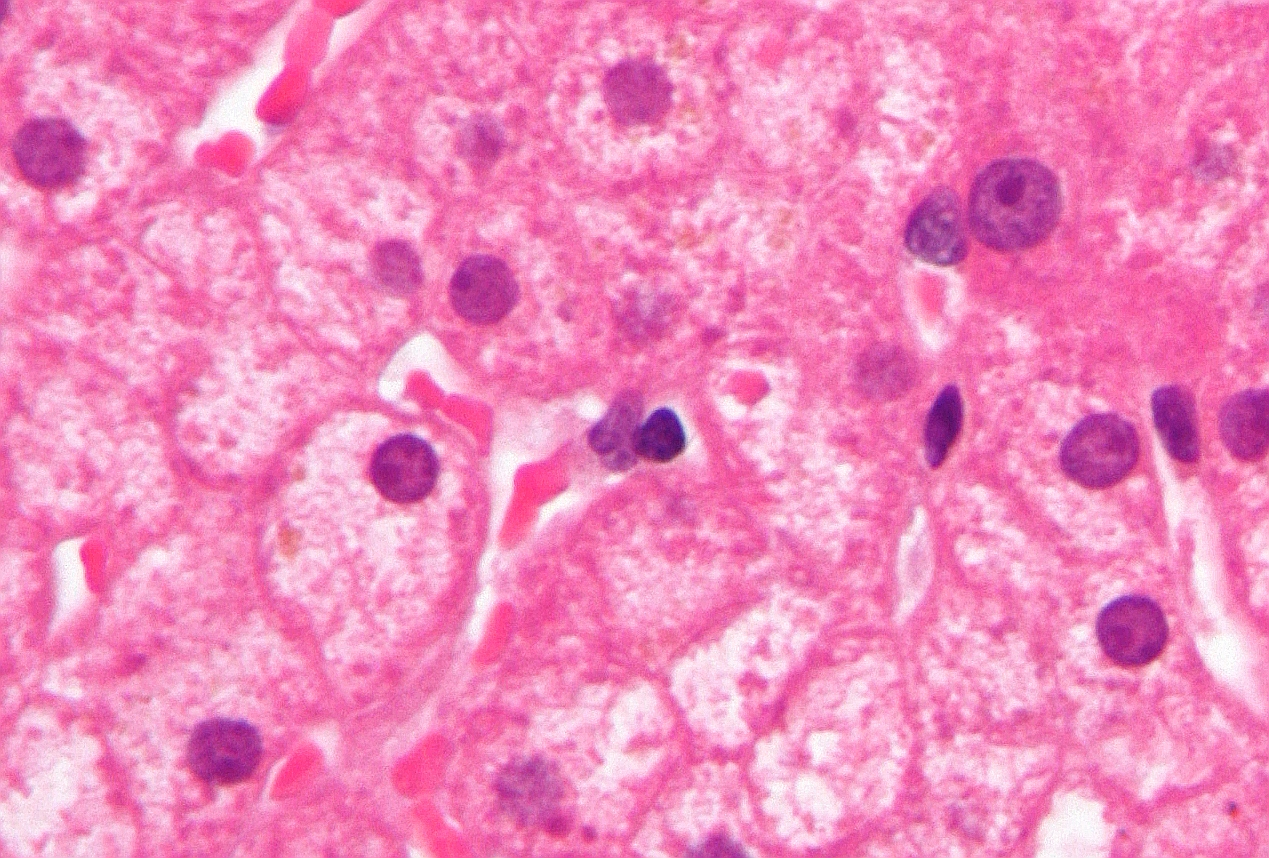
میکروگراف با بزرگنمایی بالا سلول های کبدی شیشه زمین، همانطور که در عفونت مزمن هپاتیت B با بار ویروسی بالا دیده می شود. بیوپسی کبد لکه H&E. لیپوفوسین (رنگدانه دانه ای ریز قهوه ای/زرد) در تعدادی از سلول های کبدی دیده می شود.

از طریق مایعات بدن، خون، مقاربت جنسی و در ماه‌های آخر حاملگی از مادر به جنین منتقل می‌شود و ابتلا به این بیماری هیچ ارتباطی به سن، فصل و جنس ندارد. دارای دوره کمون متوسط سه‌ماهه است. در ۵ تا ۱۰ در صد مبتلایان تبدیل به حالت مزمن می‌شود و گاهی منجر به سرطان کبد می‌شود. این ویروس ۳ روز پس از ورود به سلول‌های کبدی شروع به تکثیر می‌نماید؛ اما علایم بالینی به‌علت نا معلومی حدود ۴۵ روز بعد ظاهر می‌شود که بستگی به راه ورود مقدار ویروس و وضعیت فرد مبتلا دارد. علایم بالینی شامل تهوع، استفراغ، بی اشتهایی شدید می‌باشد که به دنبال آن یرقان ظاهر می‌شود (گرچه هپاتیت بدون یرقان نیز شایع است). حدود ۸۵ در صد بیماران کاملاً بهبود حاصل پیدا می‌کند. مرگ و میر بین ۷/۲–۶/۰ درصد است که بسته به سن و شرایط متغیر است. حدود ۱۰ تا ۵ در صد افراد به هپاتیت مزمن می‌شوند که این مبتلایان منبع اصلی انتشار ویروس در جامعه هستند. در اکثر موارد ژنوم ویروس ادغام شده در ژنوم سلول‌های سرطانی دیده می‌شود. درمان اختصاصی برای هپاتیت B وجود ندارد. درمان بیشتر جنبه علامتی و حفاظتی دارد. انترفرون آلفا ممکن است برای هپاتیت مزمن مؤثر باشد. این ویروس انتشار جهانی دارد. حاملین ویروس در جهان حدود ۲۰۰ میلیون نفر هستند که یک میلیون آن‌ها در آمریکا زندگی می‌کنند. افراد در معرض خطر شامل شاغلین، در مراکزبهداشتی و درمانی، بهورزان، کارکنان آزمایشگاه‌ها، کارکنان بانک خون، افراد ساکن در مناطق آندمیک (چین، آفریقا …………..) نوزادان متولدشده از مادر مبتلا، معتادین تزریقی و افراد دارای هموفیلی و دریافت کنندگان خون و محصولات آن. بیشترین موارد آلودگی به این ویروس در کشورهای عقب مانده است به‌طوری‌که ۵ درصد نوزادان در هنگام متولد شدن و شیردادن مبتلا می‌شوند.

## پیشگیری
روش‌های پیشگیری و کنترل وجود دارند که عبارتند از: ۱- انجام واکسیناسیون ۲- کنترل و جدا کردن خون‌های آلوده ۳- تزریق ایمنوگلوبین به نوزدان که از مادر مبتلا متولد شده و افرادی که با بیماران تماس داشته ۴- عدم مصرف خون کسانی که هرگونه ناراحتی کبدی دارند ۵- استفاده از وسایل مانند دستکش هنگام معاینه بیمار و …….. ۶- حذف سریع وسایل آلوده وضدعفونی وسایل مورد استفاده ۷- اجتناب از رفتارهای اجتماعی پر خطر و خطرساز که انتشار ویروس را تسهیل می‌کند

## در ایران
بنا بر گفته رئیس شبکه هپاتیت کشور در سال ۱۳۹۳، یک میلیون و ۴۰۰ هزار نفر در ایران به این بیماری مبتلا هستند و ناقل آن به حساب می‌آیند. در سال۱۳۸۶ واختصاصاً برای افراد متولد ۱۳۶۸ واکسیناسیون عمومی با اطلاع‌رسانی ضعیف انجام شد. درسال ۱۳۷۳ با انجام واکسیناسیون نوزادان و افراد پرخطر میزان بروز هپاتیت B رو به کاهش است و هپاتیت B در جمعیت زیر ۲۰ سال کشور بسیار نادر می‌باشد.